# هراچیا بوگدانیان
هراچیا (هراچیک) کاراپتی بوگدانیان (ارمنی: Հրաչյա (Հրաչիկ) Կարապետի Բոգդանյան؛ زاده ۹ اکتبر ۱۹۱۳ - درگذشته ۲۹ دسامبر ۱۹۸۷) نوازنده ویولن و آموزگار موسیقی اهل ارمنستان بود.

## زندگی‌نامه
وی در ۹ اکتبر [سبک قدیمی: ۲۲ اکتبر] ۱۹۱۳ در روستوف-نا-دونو به دنیا آمد و از کنسرواتوار دولتی کومیتاس ایروان (۱۹۳۱) و کنسرواتوار دولتی چایکوفسکی مسکو (۱۹۳۶) فارغ‌التحصیل گشت. وی همچنین برنده جوایزی همچون چهره هنری شایسته ارمنستان شوروی شد. وی در ۲۹ دسامبر ۱۹۸۷ در سن ۷۴ سالگی در ایروان درگذشت.